# 5431 Maxinehelin
5431 Maxinehelin eller 1988 MB är en asteroid i huvudbältet som upptäcktes 19 juni 1988 av den amerikanske astronomen Eleanor F. Helin vid Palomar-observatoriet. Den är uppkallad efter upptäckarens svärmor, Maxine Anne Helin.
Asteroiden har en diameter på ungefär 6 kilometer.